# Суборна
Субо́рна (рос. Суборная) — присілок у складі Нікольського району Вологодської області, Росія. Входить до складу Аргуновського сільського поселення.

## Населення
Населення — 22 особи (2010; 64 у 2002).
Національний склад (станом на 2002 рік):
- росіяни — 100 %